# Monitor
Mónitor ali prikazoválnik je računalniška zunanja naprava (tudi izhodna naprava), zmožna prikazovati mirne ali gibajoče slike, ki jih ustvarja računalnik in obdela grafična kartica. Pogovorni izraz za monitor je zaslòn (tudi ekrán), ki pa je v bistvu samo del monitorja, ki prikazuje sliko. Navadno zasloni ustrezajo enemu od zaslonskih standardov. Nekdaj so bili pomemben sestavni del računalniških terminalov, zato so se že dolgo nazaj uvrstili med standardne zunanje naprave.
Velikost zaslonov (diagonala) se meri v palcih (inčah) oz. colah. Enota enega palca je enaka dolžini 2,54 cm. Pri klasičnih CRT monitorjih je bilo vidno polje zaslona pogosto manjše od obljubljenega, saj so proizvajalci navajali diagonalo katodne cevi, ne pa samo njenega vidnega polja, ki je bila za uporabnika bistvena. Zato je bila diagonala vidnega polja velikokrat manjše od deklarirane dolžine.
Ločljivost zaslona, oziroma kakovost prikaza, je odvisna od števila uporabljenih pik (pixel, picture element - slikovni element, oziroma posamezna pika na računalniškem zaslonu). Manjši kot je piksel, večja je ločljivost. Znotraj omejitev ločljivosti, ki jih dovoljuje zaslon, lahko uporabnik ločljivost in s tem kakovost prikaza po potrebi spreminja. Na enak način lahko uporabnik spreminja tudi število barv.

## Tehnologije
Kot pri televiziji za prikazovanje slike obstajajo številne različne tehnologije:
- zasloni s katodno cevjo (CRT)
- zasloni s tekočimi kristali (LCD)
- plazemski zasloni (se po navadi ne uporabljajo na računalniku)

Sodoben zaslon s katodno cevjo je precej prilagodljiv: pogosto lahko prikazuje vse ločljivosti od 640 × 480 pikslov do 2048 × 1536 pri 32-bitnih barvah in različnimi frekvencami osveževanja.
Ostrino zaslona določa velikost točke. Manjša kot je (npr. 0,24), ostrejša bo slika. 
Črno-beli zasloni lahko prikazujejo le eno barvo - točka je prižgana ali ugasnjena. Monokromatski zasloni prikazujejo le odtenke ene barve. V obeh primerih je ta barva navadno zelena, oranžna (jantarna), bela ali siva.
Barvni zasloni lahko prikazujejo digitalne (vsak od rdečega, zelenega, ali modrega (RGB) signala je lahko prižgan ali ugasnjen, kar daje možnost za prikaz osmih barv: črne, bele, rdeče, zelene, modre, sinje, škrlatne in rumene) oziroma analogne barve (rdeči, zeleni in modri signali so tu zvezno spremenljivi, kar omogoča poljubno kombinacijo barv). Za digitalne zaslone se včasih uporablja kratica TTL, ker so napetosti na rdečem, zelenem in modrem vhodu združljive z TTL logičnimi čipi.
Večina današnjih LCD zaslonov lahko prikazuje tisoče ali milijone različnih barv v spektru RGB, kar dosežejo z mešanjem rdečih, zelenih in modrih signalov z različnimi jakostmi. Za razliko od LCDjev pa lahko CRT monitorji prikažejo neskončno število barv.
Zaslon je lahko tudi občutljiv na dotik prsta ali posebnega pisala in se v tem primeru obnaša kot vhodna naprava.

## Razmerja stranic zaslonov
Čez čas se je razvilo več oblik razmerij stranic zaslonov:
- 4:3
- 5:4
- 16:10
- 16:9
- 21:9

Razmerje stranic 4:3 uporabljajo skoraj vsi CRTji od LCDjev pa tisti z diagonalo 15" (1024 × 768) in diagonalo 20" in 21.3" (1600 × 1200), tako razmerje je najbolj primerno za npr. igranje računalniških igric ali pa grafično oblikovanje. Razmerje 5:4 uporabljajo nekateri redki CRTji ki so se uporabljali pri delovnih postajah in pa LCDji z diagonalo 17" in 19" (ki so najbolj razširjeni med stacionarnimi računalniki, --2007), ti zasloni imajo specifično ločljivost (tista, pri kateri je slika najlepša) 1280 × 1024. Razmerje 16:10 ima za razliko od zelo podobnih 4:3 in 5:4 manj slike zgoraj in spodaj, razvil pa se je za gledanje filmov. Isto velja za zaslone z razmerjem 16:9, ki ima še manj slike zgoraj in spodaj, vendar je prednost tega da se filmi ki so posneti v 16:9 formatu zaslonu popolnoma prilegajo. Večina novih široko zaslonskih zaslonov ima trenutno razmerje 16:9.